# 50-mm-Film
50-mm-Film ist ein fotografischer Film, der vor allem in der Frühzeit des Films als Aufnahmematerial eingesetzt wurde.
Beispielsweise bestückten die Brüder Skladanowsky ihren Projektionsapparat Bioskop (1895) mit 50-mm-Film, während Edison für seinen Kinetographen den halbierten 70-mm-Rollfilm von Kodak mit 35 mm einsetzte (1894), ebenso wie die Brüder Lumière für ihren Cinématographe (1895).
Auch Auguste Blaise Baron (1855–1938) produzierte für sein Graphophonoscope (um 1898) zusammen mit dem Kameramann Félix Mesguich Filme auf 35-mm-Material.